# Hyphoporus josephi
Hyphoporus josephi är en skalbaggsart som beskrevs av Vazirani 1969. Hyphoporus josephi ingår i släktet Hyphoporus och familjen dykare. Inga underarter finns listade i Catalogue of Life.